# Paso de la Amada

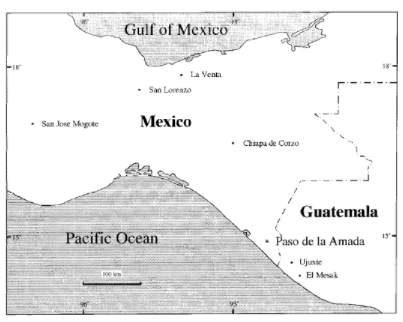
Mapa południowo-wschodniego Meksyku pokazująca stanowisko Paso de la Amada na tle innych stanowisk z okresu wczesno – formatywnego w regionie.

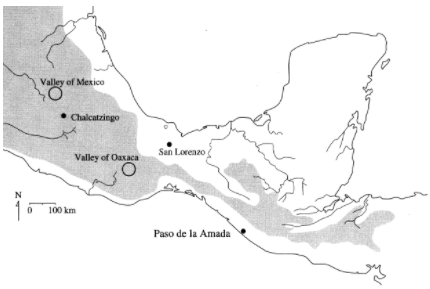
Mezoameryka pokazująca położenie Paso de la Amada. Szare strefy to obszary powyżej 600 m n.p.m. Rys. R. G. Leasure – Early Formative Platforms at Paso de la Amada, Chiapas, Mexico, s. 218, 1997 r.

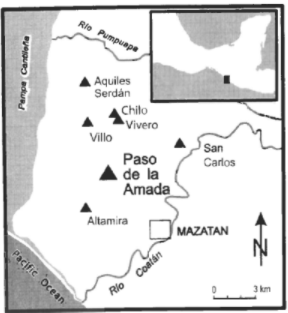
Region Soconusco południowo-wschodniego Meksyku, pokazujący położenie stanowiska Paso de la Amada.

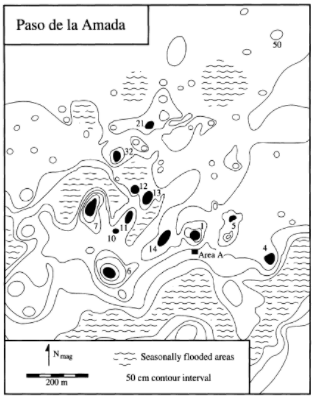
Mapa Paso de la Amada. Małe owale wskazują niskie wzniesienia z rozproszonymi na powierzchni przedmiotami z okresu wczesnoformatywnego. Zacienione i ponumerowane owale przedstawiają kopce wykopane lub zbadane od 1985 r. do 1993 r.

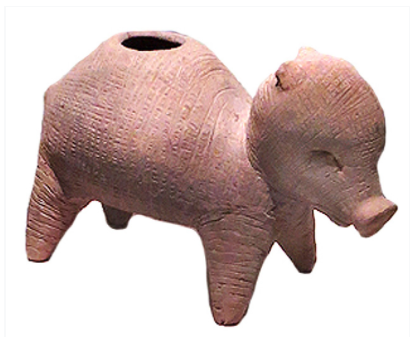
Naczynie pochodzące z Paso de la Amada w kształcie pekari (ok. 1700 – 1500 r. p.n.e.).

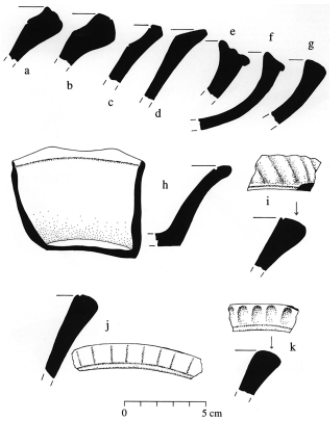
Przykładowe rysunki fragmentów ceramiki znalezione na stanowisku Paso de la Amada.

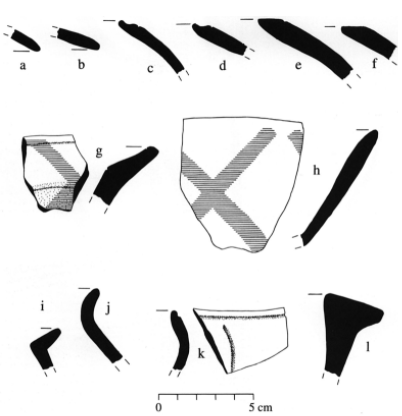
Wybrane rysunki fragmentów form naczyń ze stanowiska Paso de la Amada.

Paso de la Amada – duża, rozproszona wioska zamieszkiwana w latach 1850–1200 p.n.e. lub od 1550 – 1000 r. p.n.e. Obecnie stanowisko archeologiczne w gminie Mazatán na wybrzeżu stanu Chiapas w Meksyku.
Teren znajduje się na starożytnym wachlarzu aluwialnym w pobliżu rzek Río La Calentura i Río Coatán oraz ok. 8 km. od wybrzeża Oceanu Spokojnego. Dowody osadnictwa wczesnego okresu formatywnego rozsiane są na powierzchni 50. hektarów, skupione na piaszczystych grzbietach otaczających nizinne, sezonowo zalewane tereny tzw. bajos. Aktualnie na powierzchni widać ponad 50 niskich kopców, większość z nich ma mniej niż 0,3 m. wysokości. W wyniku postępujących prac rolnych są one szybko wyrównywane przez orkę.

## Historia

### Periodyzacja
Wyróżnia się trzy etapy w historii Paso de la Amada:
1. Rozpoczął się w XVII w. p.n.e. Wtedy boisko do gry w piłkę było najważniejszą budowlą na stanowisku. Poza tym istniały obiekty publiczne (place) oraz prywatne. Paso de la Amada uznaje się za ceremonialne centrum bez świątyni.
2. Drugi etap przypada na XVI i XV w. p.n.e. Ten czas charakteryzował się przywództwem skoncentrowanym wokół mniejszej liczby osób, dziedziczonym przekazywaniem władzy i ciągłym brakiem świątyń. Boisko do gry w piłkę wciąż było używane, ale pojawiły się już oznaki zaniedbywania niektórych struktur.
3. Trzecia faza objęła XIV w. p.n.e. Wtedy boisko do gry w piłkę zostało opuszczone. Nastąpiło większe zróżnicowanie społeczne. W tym okresie udokumentowano istnienie pozostałości interpretowanych jako świątynie lub rezydencje.

Wyróżnia się cztery główne fazy ceramiczne na stanowisku Paso de la Amada i dwie schyłkowe, poprzedzające porzucenie posiadłości:
1. Barra (1550 – 1400 r. p.n.e.)
2. Locona (1400 – 1250 r. p.n.e.)
3. Ocos (1250 – 1100 r. p.n.e.)
4. Cherla (1100 – 1000 r. p.n.e.)
5. Cuadros (1000 – 900 r. p.n.e.)
6. Jocotal (900 / 850 – 800 r. p.n.e.)

### Kontakty z Olmekami
Paso de la Amada przed 1400 r. p.n.e. było kulturą wyższą od tej spotykaną u Olmeków w San Lorenzo. Miało ono wówczas większą populację oraz bardziej zaawansowany system polityczny.
Od 1400 r.p.n.e. obie społeczności prowadziły wymianę handlową - Olmekowie przynieśli religię, symbolikę i odzież, a z Paso de la Amada importowali egzotyczne produkty.
John E. Clark uznaje, że pierwszy kontakt między dwiema społecznościami miały miejsce wcześniej, około 1600 r. p.n.e, kiedy Preolmekowie zaczęli importować obsydian i jadeit z wyżyn Gwatemali. Szlaki handlowe docierały do regionu Mazatán. Clark sugeruje, że od czasów pierwszych kontaktów Preolmekowie z San Lorenzo wzorowali się na wodzach z Paso de la Amada. Tak więc przejście od społeczeństw plemiennych do społeczeństw naczelnych nastąpiłby wcześniej w Paso de la Amada w 1650 r. p.n.e., wykazując wyższy poziom rozwoju politycznego niż Preolmekowie z San Lorenzo.  
San Lorenzo od ok. 1750 r. p.n.e. – 1400 r. p.n.e. miało niewielką populację. John E. Clark oblicza rozszerzenie o 25 hektarów i populację 500 osób do 1550 r. p.n.e. Paso de la Amada w latach 1700–1500 p.n.e. miałoby ok. 980 mieszkańców oraz blisko 2500 w okolicznych wioskach zależnych od metropolii. 
Po roku 1400 p.n.e. Olmekowie z San Lorenzo wykazali demograficzną i polityczną dominację nad regionem Mazatán.Stopniowo od 1300 r. p.n.e. porzucono Paso de la Amada, a wyłonił się zależny od Olmeków ośrodek Cantón Corralito. 

### Badania
Miejsce zostało odkryte i przebadane przez Jorge Fausto Ceja Tenorio, który zidentyfikował dwie główne fazy zasiedlenia, jakimi są Barra
i Ocos. Wykopaliska w 1985 i 1990 roku w tym miejscu i innych w regionie Mazatán doprowadziły do udoskonalenia chronologii ceramiki. Prace na stanowisku prowadzili także John E. Clark i Michael Blake.

## Obiekty

### Boisko do gry w piłkę
W roku 1995 odkryto w Paso de la Amada dużą strukturę, która okazała się być boiskiem zbudowanym ok. 1650 – 1600 p.n.e. co odpowiada fazom ceramicznym Barra i Locona.
Wielkie boisko do gry o długości 80 m. i 7 m. szerokości było wówczas jedną z największych struktur tego rodzaju w Mezoameryce.
Tradycje tego sportu, jak i samego kompleksu przypadają na tzw. wczesny okres formatywny (ok. 1700 r. p.n.e.).
Sama pozostałość po grze jest związana ze stopniowym pojawianiem się społeczeństw klasowych wraz z dziedziczonym przywództwem.
Oprócz widowisk sportowych, uważa się, że takie obiekty pełniły także funkcje integracji społecznej. Pojawiały się tam rozmaite rytuały mające socjalizować społeczność. Boiska mogły być również miejscem uczt.

### Kopce i platformy
Na stanowisku wyróżnia się dwa charakterystyczne elementy, do których należą kopce i platformy.
Kopce odnoszą się do niewielkich wzniesień topograficznych widocznych na powierzchni. Cechują się one kilkoma fazami nagromadzeń warstw, w tym kilku platform.
Platformy odnoszą się do pojedynczych zdarzeń zdeponowania, gdzie budowniczowie utworzyli podwyższoną powierzchnię o wysokości ponad 0,5 m. z ziemnym wypełnieniem.
Są one datowane na lata od 1400 – 1000 r. p.n.e.
Platformy wspierały duże, łatwo psujące się konstrukcje o długości do 22 m. o budowie słupowo – strzechowej, chociaż często brakuje dobrych dowodów na istnienie takich budowli z powodu erozji oraz uszkodzeń generowanych przez pługi.
Jedną z funkcji, którą przypisuje się tym obiektom było kontrolowanie lub zintegrowanie zasobów ludzkich w obrębie wioski, dzielnic, czy rodów.
Nie jest do końca pewne, czy budynki stanowiły rezydencje dla rodzin o wysokim statusie, czy też były budynkami publicznymi dzielonymi przez członków sąsiedztwa.
Rozmieszczenie struktur interpretowanych jako platformy na stanowisku Paso de la Amada było rozproszone na całym terenie kompleksu.
Platformy zostały zbudowane w fazach reprezentowanych przez znajdowaną najmłodszą ceramikę w tych kontekstach, ale jest to trudne do zidentyfikowania i pozostawia wiele trudności w interpretacji.
Przykłady etnograficzne wskazują, że rezydencje osób o wysokim statusie mogą pełnić funkcje sakralne, a także mieszkalne. Jednocześnie służyć jako miejsca rytuałów, spotkań, czy tańców.
W roku 1993 w trakcie badań ujawniono także platformy w innych okolicznych kopcach.

### Kopiec nr 6
Michael Blake wykonał trzy sezony prac w kopcu nr 6. 
Odkryto w nim sekwencje od sześciu do ośmiu nałożonych na siebie struktur.
Konstrukcje w kopcu datowano na fazę Locony w oparciu o materiały wypełnień konstrukcyjnych, a także przedmioty pozyskane z podłóg i zdeptane podczas użytkowania w przeszłości.
Platformy były używane do fazy Ocos, ale związane z nią struktury zostały zniszczone przez orkę.
W latach 1992 i 1993 zidentyfikowano w kopcu nr 6 pozostałości platform z wczesnego okresu formatywnego.
W wyniku postępujących prac w kopcu natrafiono na trzy pochówki. Były to szczątki kobiety i dwóch niemowląt.
Michael Blake opowiada się za tym, że kopiec nr 6 był rezydencją o dużym znaczeniu, w alternatywnym rozumieniu znajdował się tam budynek publiczny.